# Luh, Strîi
Luh (în ucraineană Луг) este un sat în comuna Lîseatîci din raionul Strîi, regiunea Liov, Ucraina.

## Demografie
Componența lingvistică a localității Luh
     Ucraineană (99,68%)
     Alte limbi (0,32%)
Conform recensământului din 2001, majoritatea populației localității Luh era vorbitoare de ucraineană (99,68%), existând în minoritate și vorbitori de alte limbi.